# Francesco Camilliani
Francesco Camilliani (1530 Florencia - 1586) fue un escultor toscano de la época del Renacimiento. Estudió en Florencia con Baccio Bandinelli. Su hijo Camillo Camilliani (fallecido en 1603) fue también escultor, trabajando en Palermo, donde también trabajó como arquitecto y ocupó el cargo de ingegniere del Regno, "ingeniero en el Reino de Sicilia".
Camilliani fue elogiada en una de las Ragionamenti Accademici de Cosimo Bartoli; en el transcurso de un paseo por Florencia, los interlocutores en el diálogo de Bartoli dicen de una de las estatuas de Camilliani, que, si hubiera sido enterrada y redescubierta, habría sido bien recibida. [1]
La obra más notable de Francesco Camilliani es, con mucho, la fuente renacentista en la Piazza Pretoria de Palermo, la Fontana Pretoria. [2] Esta pieza fue originalmente encargada para el jardín de la villa en las afueras de Florencia de Luigi Álvarez de Toledo, hijo del virrey Don Pedro Álvarez de Toledo y cuñado de Cosimo I de 'Medici; se completó en 1555. Camilliani recibió ayuda del gran proyecto de los garzoni de su estudio, incluido el florentino Miguel Ángel Naccherino (1550-1622) o Vagherino Fiorentino. En su sitio original, Giorgio Vasari lo llamó "la fuente más estupenda que no tiene igual en Florencia o quizás en Italia". [3] Presionado para hacer economías en su estilo de vida, y tal vez con reservas sobre la multitud de la fuente completa de ignudi, en enero de 1573 Don Luigi permitió que fuera comprado por el Senado de Palermo, a través de la intervención de su hermano Don Garçia, el ex virrey y gobernador de Palermo. [4] Fue desmantelado en seiscientas cuarenta y cuatro piezas y transportado a Palermo, y establecido allí por Camillo Camilliani, que tuvo que concentrar sus elementos en el espacio urbano más restringido, y supervisar algunas adiciones para hacerlo más adecuado para Sicilia, que incluía una Venus de Antonio Gagini. [5] La reconstrucción en Palermo se completó en 1584. [6] La escultura de la fuente representa a fábulas, monstruos y ninfas, todos rociando chorros de agua, que también cae y cae en cascada entre ellos. Una vez localmente conocida como la Fontana della Vergogna, la "fuente de la vergüenza", debido a las estatuas desnudas que se encuentran alrededor de la base de cada nivel, es una de las pocas piezas verdaderas del arte del Alto Renacimiento en Palermo.
- Datos: Q1055650
- Multimedia: Francesco Camilliani / Q1055650